# Iodophanus
Iodophanus — рід грибів родини пецицові (Pezizaceae). Назва вперше опублікована 1967 року.